# Phòng triển lãm hoa Kim Nhật Thành và hoa Kim Chính Nhật

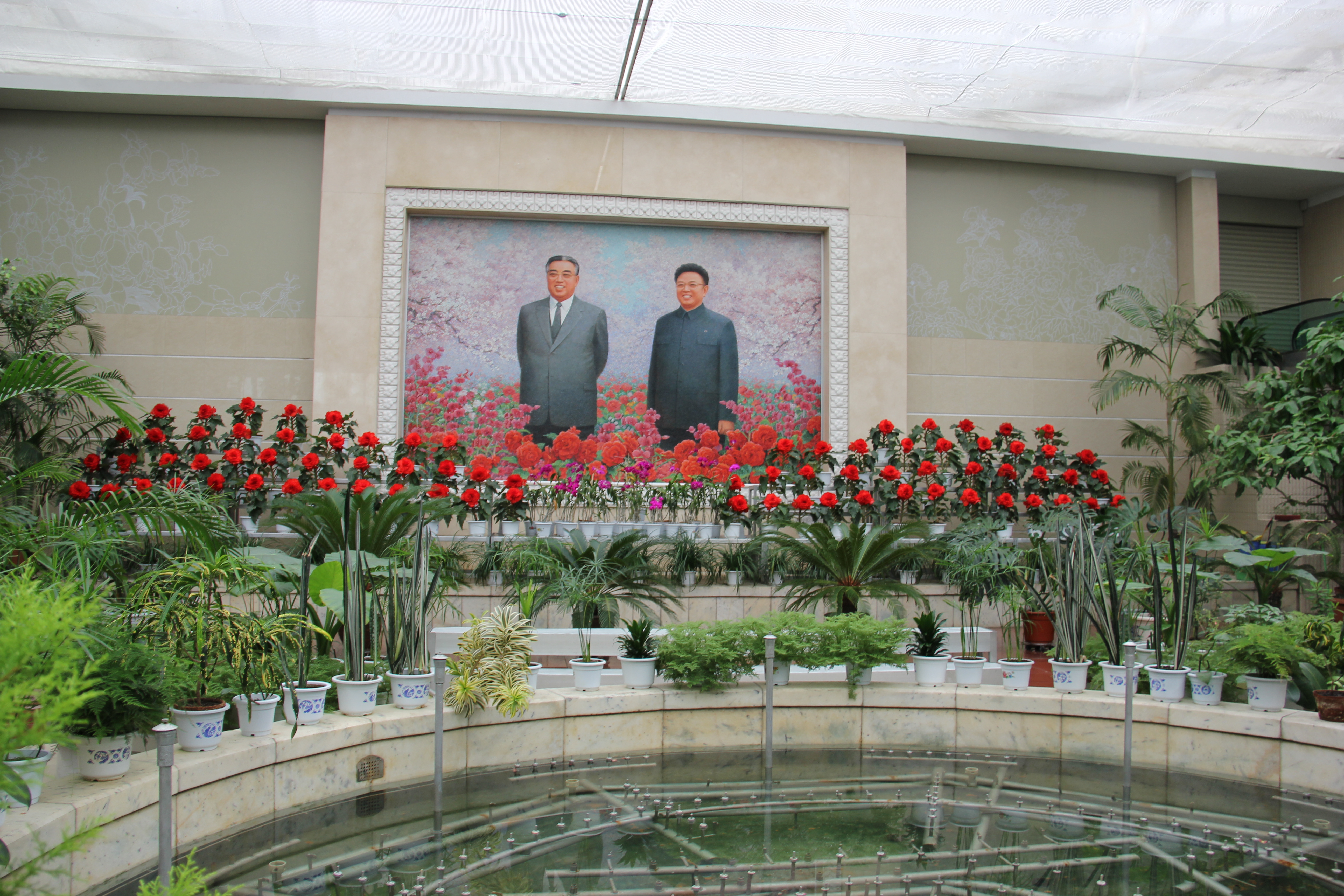
Các loài hoa Kim Nhật Thành và Kim Chính Nhật được trưng bày trong bảo tàng

Phòng triển lãm các loài hoa Kim Nhật Thành và Kim Chính Nhật là một bảo tàng toạ lạc ở thủ đô Bình Nhưỡng, Triều Tiên. Phòng triển lãm được mở cửa vào tháng 7 năm 2013.